# Меле (водопад)
Меле (англ.  Mele Cascades ) — водопад на острове Эфате в Вануату, в 12 километрах от города Порт Вила.
Впечатляющий 20-метровый каскад с природными бассейнами расположен у подножия горы Клемс (англ.  Klem´s Hill). 
Дорога к водопаду ведёт через ботанический сад тропической растительности. 
Водопад используется как место отдыха и релаксации. За вход на прилегающую территорию взимается плата.